# PRKRIP1
PRKRIP1 (англ. PRKR interacting protein 1) – білок, який кодується однойменним геном, розташованим у людей на 7-й хромосомі. Довжина поліпептидного ланцюга білка становить 184 амінокислот, а молекулярна маса — 20 997.
| 10         |  | 20         |  | 30         |  | 40         |  | 50         |
| ---------- |  | ---------- |  | ---------- |  | ---------- |  | ---------- |
| MASPAASSVR |  | PPRPKKEPQT |  | LVIPKNAAEE |  | QKLKLERLMK |  | NPDKAVPIPE |
| KMSEWAPRPP |  | PEFVRDVMGS |  | SAGAGSGEFH |  | VYRHLRRREY |  | QRQDYMDAMA |
| EKQKLDAEFQ |  | KRLEKNKIAA |  | EEQTAKRRKK |  | RQKLKEKKLL |  | AKKMKLEQKK |
| QEGPGQPKEQ |  | GSSSSAEASG |  | TEEEEEVPSF |  | TMGR       |  |            |

A: Аланін

D: Аспарагінова кислота

E: Глутамінова кислота

F: Фенілаланін

G: Гліцин

H: Гістидин

I: Ізолейцин

K: Лізин

L: Лейцин

M: Метіонін

N: Аспарагін

P: Пролін

Q: Глутамін

R: Аргінін

S: Серин

T: Треонін

V: Валін

W: Триптофан

Задіяний у такому біологічному процесі, як альтернативний сплайсинг. 
Локалізований у ядрі.